# Vũ Quần Phương
Vũ Quần Phương (sinh năm 1940), tên thật là Vũ Ngọc Chúc, là nhà thơ, nhà báo và nhà phê bình văn học. Bút danh khác của ông: Ngọc Vũ, Phương Viết.
Quê cha của ông tại Hải Hậu, Nam Định trong khi ông sinh ra ở quê mẹ Từ Liêm, Hà Nội (quê gốc là ở Hải Hậu, Nam Định). Bố ông mất khi ông 6 tuổi, mẹ ông cũng mất sớm. Lớn lên khi 16 tuổi ông rời quê Hải Hậu đi trọ học ở trung tâm Hà Nội. Nhà toán học Vũ Hà Văn là con trai của ông.

## Sự nghiệp
Ông tốt nghiệp Đại học Y khoa rồi làm bác sĩ 2 năm trước khi chuyển sang làm thơ, nhà phê bình văn học.
Nguyên Trưởng ban biên tập văn học (Nhà xuất bản Văn học).
Nguyên Chủ tịch Hội văn nghệ Hà Nội, Tổng biên tập báo Người Hà Nội.
Nguyên Chủ tịch Hội đồng thơ Hội Nhà Văn Việt Nam, Phó Tổng biên tập tạp chí Văn chương Việt Nam bằng tiếng Pháp.
Đại biểu Quốc hội khóa IX.
Ngoài làm thơ và viết phê bình văn học, ông còn dịch thơ đăng trên các sách, báo và tạp chí văn học.
Ông được nhận giải thưởng Nhà nước về văn học nghệ thuật năm 2007.

## Tác phẩm
- Cỏ mùa xuân (1966)
- Hoa trong cây (1977)
- Những điều cùng đến (tập thơ, 1983), 22 bài thơ
- Đợi (1988)
- Vầng trăng trong xe bò (tập thơ, 1988)
- Vết thời gian (tập thơ, 1996)
- Quên chữ... quên câu (tập thơ, 2000)
- Giấy mênh mông trắng (tập thơ, 2003), 56 bài thơ
- Chỗ ấy sóng... (tập thơ, 2008), 65 bài thơ